# Princes Street Gardens
Princes Street Gardens (в перекладі з англ. - "Сади Принцес-стріт") — міський парк в центрі Единбурга, Шотландія. Розташовується в центрі міста, займаючи низину між Старим та Новим містом. Влаштований в 1820-х на місці Нор-Лох - штучного озера, створеного в Середні віки для захисту міста з півночі і до XVIII століття, що перетворилося на величезний водосток. Озеро було поступово осушене в кінці XVIII століття в рамках розширення міста в північному напрямку, і на території, що звільнилася, було вирішено розбити парк.
Парк тягнеться вздовж Старого міста і Прінсес-стріт, що обмежують його з півдня та півночі відповідно. При цьому парк розділений на дві нерівні частини штучним насипом — Маундом. Найменша східна частина, розташована між Маундом і мостом Уеверлі, займає площу 3,4 гектара; Велика західна частина площею 12 га займає простір від Маунда до вулиці Lothian Road.
У 1840 в долині між Старим та Новим містом Единбурга (і в тому числі по території парку) прокладено залізницю з трьома окремими станціями. Наприкінці XIX століття на схід від Princes Street Gardens було збудовано вокзал Едінбург-Уеверлі.
Є найвідомішим парком Единбурга і найбільш відвідуваним як серед городян, так і серед гостей міста. У парку розміщується концертний майданчик Ross Bandstand, на якому проводяться різноманітні концерти та заходи, у тому числі фестиваль феєрверків та свят на честь дня Хогманай.